# Scooter ai IV World Skate Games
Le competizioni di scooter ai IV World Skate Games si sono svolte dal 10 al 20 settembre 2024 a Roma, in Italia. 

## Podi

### Uomini
| Evento | Oro             | Argento       | Bronzo           |
| Park   | Jayden Sharman  | Jordan Clark  | Calum Connor     |
| Street | Lucas Di Meglio | Eden Gagliano | Alexandre Bailly |

### Donne
| Evento | Oro          | Argento        | Bronzo          |
| Park   | Claire Parks | Nave Entwistle | Maja Dudek      |
| Street | Mia Catalano | Romane Gilliet | Sophie Molyneux |

### Junior
| Evento | Oro             | Argento         | Bronzo          |
| Park   | Taj Shambrook   | Bastian Brey    | Barney Sullivan |
| Street | Leonard Bometon | Jules Boi Frieh | Lucas Noe       |